# Wojnegowci
Wojnegowci (bułg. Войнеговци) – wieś w Bułgarii; 627 mieszkańców (2014).